# حصار-آلای
حصار-آلای (به لاتین: Hissaro-Alay) یک رشته‌کوه در تاجیکستان است. حصار-آلای ۵٬۴۸۹ متر بالاتر از سطح دریا واقع شده‌است.